# (36959) 2000 SS279
2000 SS279 (asteroide 36959) é um asteroide da cintura principal. Possui uma excentricidade de 0.15125560 e uma inclinação de 12.70345º.
Este asteroide foi descoberto no dia 25 de setembro de 2000 por LINEAR em Socorro.